# 니시와키시
니시와키시(일본어: 西脇市)는 일본 효고현 중앙부에서 약간 동쪽에 있는 시이다. 시내에서 동경 135도선, 북위 35도선이 교차해 경위도로 일본 열도의 중심점에 위치하여 "일본의 배꼽"이라 홍보하고 있다.
2005년 10월 1일에 다카군 구로다쇼정과 합병해 새 니시와키시로 성립했다.

## 지리
효고현 기타하리마 지구의 북쪽, 고베시의 북쪽 약 50km에 위치하고, 동경 135도선(일본 영토 유인도의 최동단 에토로후섬과 최서단 요나구니섬의 거의 중간에 위치하는 일본의 표준시 자오선)과 북위 35도선(일본 영토 유인도의 최북단 에토로후섬과 최남단 하테루마섬의 거의 중간에 위치한다)이 교차하여 기리의 좋은 숫자 경위도로 일본 열도 중심점에 위치한다는 점에서 「일본의 배꼽」으로 어필하고 있다. 효고현 기타하리마 현민국 관내로 구분되어 있다. 기타하리마 지역의 중심 도시이며, 주고쿠 산지인 사이고시산을 시의 정점으로 하여 가코강 유역을 따라 하리마평야가 있고, 그 유역을 따라 거리와 농지가 펼쳐져 있다.
현재의 니시와키시는 헤이세이 시정촌 대합병의 일환으로 2005년 10월 1일에 다카군 구로다쇼정과 합병해 새롭게 성립한 시이며, 1952년 4월 1일에 시로 승격하고 2005년에 폐지된 시와는 다른 자치체이다.
합병 후 구 니시와키시의 시청 본청사는 신시의 시청 본청사, 구 구로다쇼정 사무소는 구로다쇼 지역 종합사무소로 개편되었지만 2010년에 구로다쇼 지역 종합사무소는 폐지·해체되었다. 시청 본청사는 2021년 5월 1일에 신설된 시청으로 이전했다.
에도 시대 중기부터 농가의 부업으로 발전해 메이지 시대 후기에 「반슈오리」라고 불리며 일본 내에 이름이 알려지게 되어 현재도 일본 선염직물의 70% 이상의 점유율을 보인다.

### 인접한 자치체
가사이시, 가토시, 단바사사야마시, 단바시, 다카정

## 역사
- 1952년 4월 1일 - 다카군 니시와키정, 히노촌, 시게하루촌, 히에조촌이 합병해 성립하였다.
- 1955년 9월 25일 - 효고현도 54호 니시와키 정거장선 니시와키 대교가 완공되었다.
- 1991년 3월 27일 - 국도 175호선 니시와키 하이패스가 개통되었다.
- 1994년 3월 24일 - 효고현도 34호 니시와키야치요시카와선 요시다 바이패스가 우에오지초에서 오카자키초까지 잠정 개통되었다.
- 2000년 12월 17일 - 효고현도 566호 가미카모가와 니시와키선 시라사카 터널이 완공되었다.
- 2004년 10월 21일 - 태풍 23호 및 추우 전선의 영향으로 시역을 흐르는 가코강과 노마강이 범람하여, 스기하라강에서는 가코강의 홍수가 역류한 결과 피해가옥 1,401호(마루 위, 마루 아래 침수 합계) 대피인원 959명, 사망자 1명이 발생했다. 이 피해로 '가코가와의 하천 격심 재해대책 특별긴급사업(약칭: 하천 격특사업)'의 실시가 결정되었다.
- 2005년 10월 1일 - 다카군 구로다쇼정과 합병해 새로운 니시와키시가 성립하였다.

## 교통

### 철도
- 서일본 여객철도 가코가와선

### 도로
- 주고쿠 자동차도
- 마이즈루와카사 자동차도(일본어판)
- 국도 제175호선 (일본)(일본어판)
- 국도 제427호선 (일본)(일본어판)

## 인구
구 니시와키시는 1952년 4월 1일에 1정 3촌이 신설 합병하여 시로 승격하였으며, 승격 당시 인구는 32,126명이다. 1960년 10월 1일의 인구조사에서 42,238명을 정점으로 감소하고 있지만, 주간인구는 니시와키 도시권을 형성하는 기타하리마 북부(니시와키시·다카군 다가정)의 중심 도시이기 때문에 유입 초과이다. 전체 지구에서 인구가 감소하고 있지만, 반대로 국도 175호선 연선에 있는 노무라초는 시내 중에서 게이한신 중심부와 가깝기 때문에 인구가 증가하고 있다.
신 니시와키시는 2010년에 실시된 국세조사에 의하면 전회 조사와 비교한 인구 증감을 보면 2.60% 감소한 42,812명이며, 증감율은 효고현 41개 시정촌 중 20위, 49개 행정구역 중 28위이다.
| 연도                            | 인구   | ±%     |
| ------------------------------- | ------ | ------ |
| 1920                            | 20,987 | —      |
| 1925                            | 22,392 | +6.7%  |
| 1930                            | 25,656 | +14.6% |
| 1935                            | 29,737 | +15.9% |
| 1940                            | 32,083 | +7.9%  |
| 1945                            | 37,160 | +15.8% |
| 1950                            | 42,516 | +14.4% |
| 1955                            | 48,012 | +12.9% |
| 1960                            | 51,173 | +6.6%  |
| 1965                            | 48,481 | −5.3%  |
| 1970                            | 45,964 | −5.2%  |
| 1975                            | 46,182 | +0.5%  |
| 1980                            | 46,380 | +0.4%  |
| 1985                            | 46,889 | +1.1%  |
| 1990                            | 46,220 | −1.4%  |
| 1995                            | 46,339 | +0.3%  |
| 2000                            | 45,718 | −1.3%  |
| 2005                            | 43,953 | −3.9%  |
| 2010                            | 42,812 | −2.6%  |
| 2015                            | 40,866 | −4.5%  |
| 2020                            | 38,673 | −5.4%  |
| Nishiwaki population statistics |        |        |

## 기후
| 니시와키시의 기후                                            | 니시와키시의 기후 | 니시와키시의 기후 | 니시와키시의 기후 | 니시와키시의 기후 | 니시와키시의 기후 | 니시와키시의 기후 | 니시와키시의 기후 | 니시와키시의 기후 | 니시와키시의 기후 | 니시와키시의 기후 | 니시와키시의 기후 | 니시와키시의 기후 | 니시와키시의 기후 |
| 월                                                           | 1월               | 2월               | 3월               | 4월               | 5월               | 6월               | 7월               | 8월               | 9월               | 10월              | 11월              | 12월              | 연간              |
| ------------------------------------------------------------ | ----------------- | ----------------- | ----------------- | ----------------- | ----------------- | ----------------- | ----------------- | ----------------- | ----------------- | ----------------- | ----------------- | ----------------- | ----------------- |
| 역대 최고 기온 °C (°F)                                       | 18.7 (65.7)       | 21.2 (70.2)       | 24.2 (75.6)       | 30.0 (86.0)       | 32.3 (90.1)       | 35.3 (95.5)       | 39.0 (102.2)      | 39.2 (102.6)      | 37.9 (100.2)      | 32.3 (90.1)       | 25.4 (77.7)       | 21.6 (70.9)       | 39.2 (102.6)      |
| 일평균 최고 기온 °C (°F)                                     | 8.8 (47.8)        | 9.7 (49.5)        | 13.6 (56.5)       | 19.5 (67.1)       | 24.3 (75.7)       | 27.3 (81.1)       | 30.8 (87.4)       | 32.7 (90.9)       | 28.2 (82.8)       | 22.5 (72.5)       | 16.7 (62.1)       | 11.2 (52.2)       | 20.4 (68.8)       |
| 일일 평균 기온 °C (°F)                                       | 3.1 (37.6)        | 3.9 (39.0)        | 7.3 (45.1)        | 12.7 (54.9)       | 17.8 (64.0)       | 21.8 (71.2)       | 25.7 (78.3)       | 26.8 (80.2)       | 22.8 (73.0)       | 16.7 (62.1)       | 10.5 (50.9)       | 5.2 (41.4)        | 14.5 (58.1)       |
| 일평균 최저 기온 °C (°F)                                     | −1.4 (29.5)       | −1.1 (30.0)       | 1.6 (34.9)        | 6.4 (43.5)        | 11.8 (53.2)       | 17.3 (63.1)       | 21.9 (71.4)       | 22.7 (72.9)       | 18.7 (65.7)       | 12.0 (53.6)       | 5.6 (42.1)        | 0.6 (33.1)        | 9.7 (49.4)        |
| 역대 최저 기온 °C (°F)                                       | −8.0 (17.6)       | −8.6 (16.5)       | −5.8 (21.6)       | −2.8 (27.0)       | 0.6 (33.1)        | 7.2 (45.0)        | 14.8 (58.6)       | 14.9 (58.8)       | 8.1 (46.6)        | 1.4 (34.5)        | −2.8 (27.0)       | −8.1 (17.4)       | −8.6 (16.5)       |
| 평균 강수량 mm (인치)                                        | 47.1 (1.85)       | 62.1 (2.44)       | 112.2 (4.42)      | 123.4 (4.86)      | 151.2 (5.95)      | 177.2 (6.98)      | 212.2 (8.35)      | 149.6 (5.89)      | 190.2 (7.49)      | 132.0 (5.20)      | 73.8 (2.91)       | 58.7 (2.31)       | 1,509.3 (59.42)   |
| 평균 강수일수 (≥ 1.0 mm)                                     | 6.4               | 7.2               | 9.9               | 9.8               | 10.2              | 11.7              | 11.5              | 8.9               | 10.5              | 8.0               | 6.3               | 7.0               | 107.4             |
| 평균 월간 일조시간                                           | 140.9             | 130.4             | 162.3             | 187.9             | 185.4             | 130.1             | 138.0             | 195.7             | 151.5             | 164.6             | 150.2             | 141.4             | 1,872.5           |
| 출처: 일본 기상청 (평년값: 1991년~2020년, 극값: 1978년~현재) |                   |                   |                   |                   |                   |                   |                   |                   |                   |                   |                   |                   |                   |